# Rari Nantes Imperia
La Rari Nantes Imperia è la società pallanuotistica di Imperia.

## Storia
La Rari Nantes Imperia nasce nel 1957 da una costola della Giovane Imperia. I soci fondatori il 22 febbraio 1957 prendono la decisione di creare la nuova società e il 9 marzo chiedono l'affiliazione alla FIN.  Nel 1972 la squadra maschile conquista la promozione in Serie C, ma non avendo una piscina regolamentata non può iscriversi al campionato. Il 1 giugno 1974 viene inaugurata la piscina comunale. Nel 1984 la squadra si iscrive al campionato di Serie D e viene immediatamente promossa in Serie C.
Nel 2006 la squadra vince il campionato di Serie B e viene promossa in Serie A2. Il 28 settembre 2017 rinuncia all'iscrizione al campionato di Serie A2 per problemi finanziari.
Nel 2018 partecipa al campionato nazionale di Serie C, mentre il 14 luglio 2021 ottiene nuovamente la promozione in Serie A2.

### Squadra Femminile
Il settore femminile della Rari Nantes Imperia nasce nel 2000. Nel 2002 le atlete conquistano il terzo posto in serie C. La prima stagione in B è nel 2003 mentre nel 2005 la squadra passa in Serie A2. Passano solo 3 anni prima della promozione in Serie A1.
Il 2 maggio 2012, dopo aver battuto la società sportiva russa dello Yugra Khanty-Mansiysk, ha conquistato la Coppa LEN, primo titolo internazionale per la società ed ottavo per l'Italia dal 1999. Il 20 dicembre 2012 la squadra femminile conquista anche la Supercoppa LEN, battendo nel derby ligure il Rapallo, vincitore della Champions Cup, per 10-7. In virtù di questi risultati nello stesso anno la società è stata insignita della Stella d'oro al merito sportivo.
Il 18 maggio 2014 la squadra femminile diventa Campione d'Italia per la prima volta nella sua storia, dopo aver battuto il Plebiscito Padova. L'11 aprile 2015 conquista per la seconda volta la Coppa LEN, battendo nuovamente, in una finale tutta italiana, la compagine patavina. 
Il 28 settembre 2017 rinuncia all'iscrizione al campionato di Serie A1 per problemi finanziari.

## Squadra maschile

### Rosa 2024-2025
| N° |                   | Ruolo | Giocatore        |
| -- | ----------------- | ----- | ---------------- |
|    | Italia (bandiera) | P     | Federico Merano  |
|    | Italia (bandiera) | P     | Fabio Amoretti   |
|    | Italia (bandiera) | P     | Jason Valenza    |
|    | Italia (bandiera) | D     | Giovanni Merano  |
|    | Italia (bandiera) | CV    | Davide Cesini    |
|    | Italia (bandiera) | CV    | Nicola Taramasco |
|    | Italia (bandiera) | CV    | Luca Bracco      |
|    | Italia (bandiera) | CV    | Pietro Parolini  |
|    | Italia (bandiera) | CV    | Jacopo Brignolo  |

| N° |                   | Ruolo | Giocatore          |
| -- | ----------------- | ----- | ------------------ |
|    | Italia (bandiera) | A     | Giacomo Lengueglia |
|    | Italia (bandiera) | A     | Pietro Cipriani    |
|    | Italia (bandiera) | A     | Andrea Somà        |
|    | Italia (bandiera) | A     | Filippo Taramasco  |
|    | Italia (bandiera) | A     | Vincenzo Mirabella |
|    | Italia (bandiera) | A     | Giacomo Grosso     |
|    | Italia (bandiera) | CB    | Filippo Corio      |
|    | Italia (bandiera) | CB    | Riccardo Gandini   |

| Allenatore: | Filippo Rocchi |

### Trofei giovanili
- Campionato italiano Juniores: 1

2006

## Squadra Femminile

### Rosa 2025-2026
| N° |                   | Ruolo | Giocatore         |
| -- | ----------------- | ----- | ----------------- |
|    | Italia (bandiera) | P     | Chiara Di Mattia  |
|    | Italia (bandiera) | P     | Alice Della Valle |
|    | Italia (bandiera) |       | Sofien Mirabella  |
|    | Italia (bandiera) |       | Alessia Iazzetta  |
|    | Italia (bandiera) |       | Lise Accordino    |
|    | Italia (bandiera) |       | Nicole Ruma       |

| N° |                   | Ruolo | Giocatore       |
| -- | ----------------- | ----- | --------------- |
|    | Italia (bandiera) |       | Martina Greggio |
|    | Italia (bandiera) |       | Irma Bergatta   |
|    | Italia (bandiera) |       | Gaia Cerrina    |
|    | Italia (bandiera) |       | Gaia Frisina    |
|    | Italia (bandiera) |       | Teresa Padula   |
|    | Italia (bandiera) |       | Vittoria Vanin  |

| Allenatore: | Paolo Ragosa |

### Trofei nazionali
- Campionato italiano: 1

2013-14

### Trofei internazionali
- Coppe LEN: 2

2012, 2015
- Supercoppa LEN: 1

2012-13

## Onorificenze
- Stella d'oro al merito sportivo

2012